# Musca negriabdomina
Musca negriabdomina este o specie de muște din genul Musca, familia Muscidae, descrisă de Awati în anul 1916. Conform Catalogue of Life specia Musca negriabdomina nu are subspecii cunoscute.